# Batalla del canal de San Quintín
La Batalla del Canal de San Quintín fue una batalla de la Primera Guerra Mundial que comenzó el 29 de septiembre de 1918 e involucró a las fuerzas británicas, australianas y estadounidenses que operaban como parte del Cuarto Ejército británico bajo el mando general del general Sir Henry Rawlinson. Más al norte, parte del Tercer Ejército británico también apoyó el ataque. Al sur del frente de 19 km del Cuarto Ejército, el Primer Ejército francés lanzó un ataque coordinado en un frente de 9,5 km. El objetivo era atravesar uno de los tramos más defendidos de la Siegfriedstellung alemana (línea Hindenburg), que en este sector utilizaba el Canal de San Quintín como parte de sus defensas. El asalto logró sus objetivos (aunque no de acuerdo con el cronograma planificado), lo que resultó en la primera violación completa de la línea Hindenburg, ante la fuerte resistencia alemana. En concierto con otros ataques de la Gran Ofensiva a lo largo de la línea, el éxito aliado convenció al alto mando alemán de que había pocas esperanzas de una victoria alemana definitiva.

## Contexto histórico
Rawlinson quería que el Cuerpo de Australia, bajo el mando del teniente general Sir John Monash, con su merecida reputación, encabezara el ataque. Monash estaba descontento, porque su fuerza australiana ya no tenía mano de obra y muchos soldados mostraban signos de tensión, ya que habían estado muy involucrados en la lucha durante varios meses. Hubo algunos episodios de motín por parte de tropas que se sintieron injustamente atacadas. Sin embargo, Monash estaba muy complacido cuando Rawlinson le ofreció el Cuerpo Americano II (las Divisiones 27.ª y 30.ª de los Estados Unidos), que todavía estaba a disposición del comando británico, ya que las divisiones estadounidenses tenían el doble de fuerza numérica que sus homólogos británicos. El comandante del cuerpo de los Estados Unidos, el mayor general George Windle Read entregó el comando de su fuerza estadounidense durante la duración de la acción a Monash. Sin embargo, los soldados estadounidenses carecían de experiencia en la batalla. Un pequeño grupo de 217 oficiales australianos y N.C.O.s fueron asignados a las tropas estadounidenses para recibir asesoramiento y enlace. El alto mando británico consideró que la moral alemana estaba sufriendo mucho y que su capacidad de resistencia estaba muy debilitada. Monash creía que la operación sería "más una cuestión de ingeniería y organización que de lucha". Si bien había habido alguna evidencia de la baja moral alemana de las operaciones anteriores, esto resultó ser una suposición peligrosa.
Monash tuvo la tarea de elaborar el plan de batalla. Él usaría a los estadounidenses para romper la línea Hindenburg y las divisiones australiana tercera y quinta para seguir detrás y luego explotar el avance. Monash tenía la intención de atacar la línea Hindenburg al sur de Vendhuile, donde el Canal de San Quintín corre bajo tierra durante unos 5 500 metros a través del túnel Bellicourt (que los alemanes habían convertido en una parte integral del sistema defensivo de la línea Hindenburg). El túnel era el único lugar donde los tanques podían cruzar el canal. Donde el canal corre bajo tierra, el sistema principal de trincheras de la línea Hindenburg estaba ubicado al oeste de la línea del canal. Dos cuerpos británicos, III y IX, serían desplegados en apoyo del asalto principal. Según el plan de Monash, Rawlinson hizo un cambio muy significativo: IX Corps lanzaría un asalto directamente a través del profundo canal que corta al sur del túnel Bellicourt. Este plan se originó con el teniente general Sir Walter Braithwaite, comandante del IX Cuerpo. Monash sintió que tal asalto estaba destinado al fracaso y nunca lo habría planeado él mismo, creyendo que era demasiado arriesgado. Esta opinión fue compartida por muchos en la 46.ª División (North Midland) del IX Cuerpo, que se encargó de encabezar el asalto. Los alemanes creían que el corte del canal era inexpugnable.

## Preludio

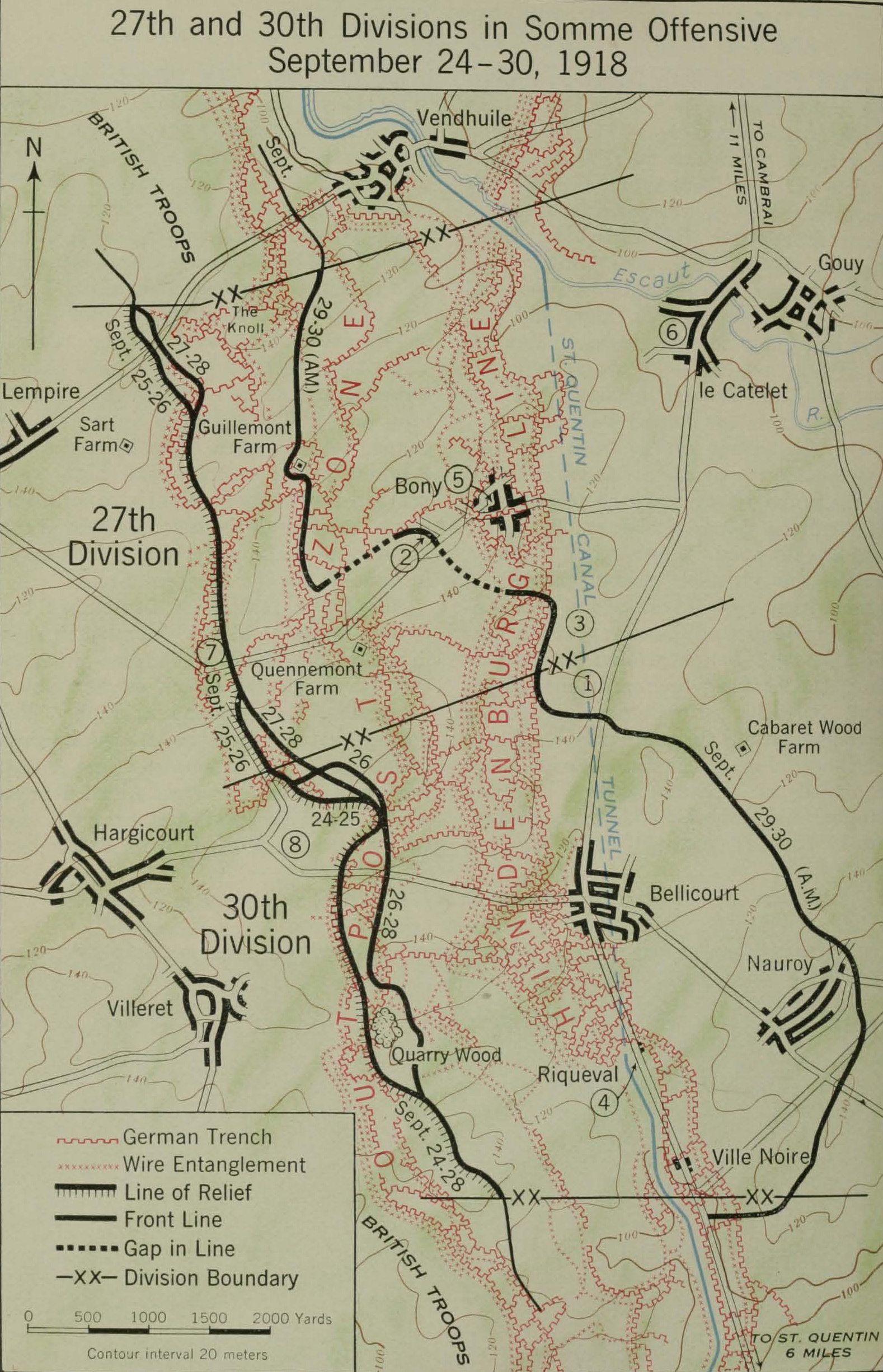
Mapa que muestra las operaciones de las divisiones 27.ª y 30.ª de los Estados Unidos afiliadas al Cuerpo de Australia como parte del Cuarto Ejército británico durante la Batalla del Canal de San Quintín, el 29 de septiembre de 1918. El avance mostrado fue hecho por las fuerzas combinadas estadounidenses y australianas.

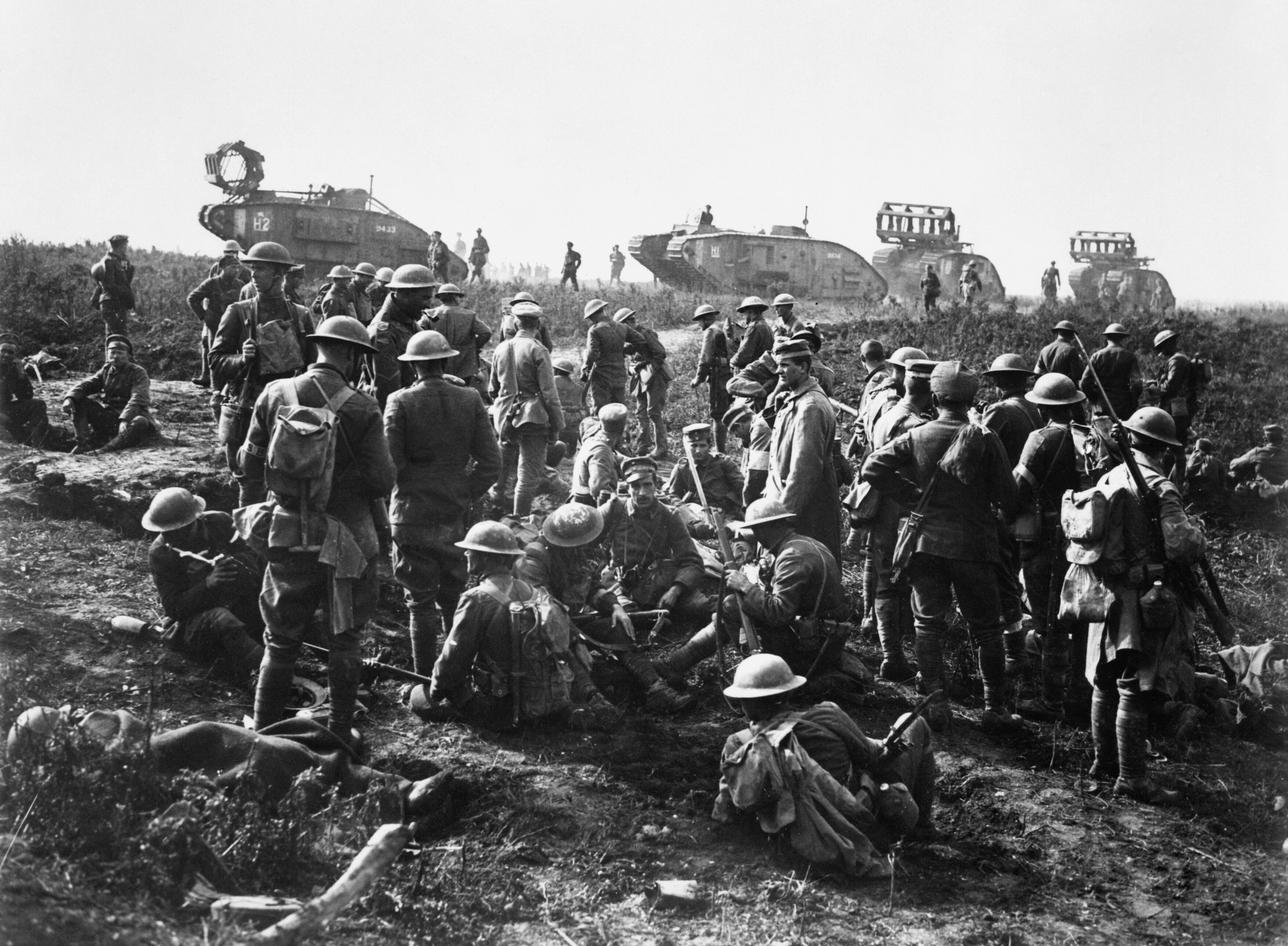
Hombres de la 30.ª División estadounidense en reposo con prisioneros alemanes tras la captura de Bellicourt, el 29 de septiembre de 1918. En el fondo se encuentran los tanques Mark V británicos (con 'cunas' para cruzar trincheras) del 8.° Batallón, Tank Corps, que fue uno de los cuatro batallones de la 5.ª Brigada de Tanques asignados a la 5.ª División Australiana y el Cuerpo Americano para la operación.

Después de la ofensiva de primavera alemana, el contraataque del imperio británico, francés y estadounidense durante la ofensiva de los Cien Días trajo a los aliados contra los puestos avanzados de la línea Hindenburg en el otoño de 1918, cerca de la aldea de Bellicourt, donde estaba la batalla de Épehy el 18 de septiembre de 1918.

### Operación preliminar del 27 de septiembre
El plan de Monash suponía que la línea de avanzada de Hindenburg estaría en manos de los Aliados para la fecha establecida para el comienzo de la batalla. Mientras que los australianos ya lo habían capturado en la parte sur del frente (desde donde la 30.ª División estadounidense lanzaría su ataque), la sección norte de la línea todavía estaba en manos alemanas. La 27.ª División estadounidense recibió la orden de atacar el 27 de septiembre para terminar de despejar a las fuerzas alemanas de los puestos avanzados frente a su línea, incluidos los puntos fuertes de The Knoll, Gillemont Farm y Quennemont Farm. El comandante en jefe del mariscal de campo Sir Douglas Haig se opuso inicialmente a usar a los estadounidenses para tomar la línea de avanzada, queriendo preservarlos para el ataque principal. Rawlinson lo persuadió para que cambiara de opinión. El III Cuerpo Británico había fallado previamente en capturar los puestos avanzados, pero Rawlinson había atribuido ese fracaso al cansancio de las tropas. Rawlinson estaba convencido de que los alemanes estaban en el punto de ruptura y logró persuadir a Haig de que así era. Los soldados estadounidenses no tenían experiencia y los problemas se agravaron por la escasez de oficiales estadounidenses (solo había 18 oficiales en las 12 compañías atacantes; el resto estaba ausente para recibir capacitación adicional).
El ataque estadounidense no tuvo éxito. Monash le pidió permiso a Rawlinson para retrasar el ataque principal debido al 29 de septiembre, pero esto fue rechazado debido a la prioridad dada a la estrategia del mariscal Ferdinand Foch de mantener a los alemanes bajo la presión implacable de los ataques coordinados a lo largo del frente. Como resultado de la confusión creada por el ataque fallido (con el comando del cuerpo inseguro de dónde estaban las tropas estadounidenses), la batalla el 29 de septiembre en el frente estadounidense de la 27.ª División tuvo que comenzar sin el —altamente efectivo— apoyo de artillería. El comandante de artillería británico argumentó que intentar alterar el calendario de bombardeos en esta etapa tardía causaría problemas y el comandante de división estadounidense, el mayor general John F. O'Ryan, también estaba preocupado por la posibilidad de fuego amigo. Por lo tanto, todos los comandantes aliados acordaron proceder con el plan original de fuego de artillería. El resultado fue que el bombardeo ahora comenzaría en el punto de partida originalmente previsto, unos 900 m más allá del punto de partida real de la infantería, dejándolos muy vulnerables durante su avance inicial. Se requirió que la 27.ª División hiciera un avance mayor que el que se le había pedido a sus aliados australianos altamente experimentados, un avance de unos 4 500 m en una sola acción. En un intento por compensar la falta de bombardeo, Rawlinson proporcionó tanques adicionales. Sin embargo, la ausencia de un bombardeo progresivo en el sector de la 27.ª División tuvo un efecto muy perjudicial en las operaciones iniciales de la batalla en el frente opuesto al túnel.

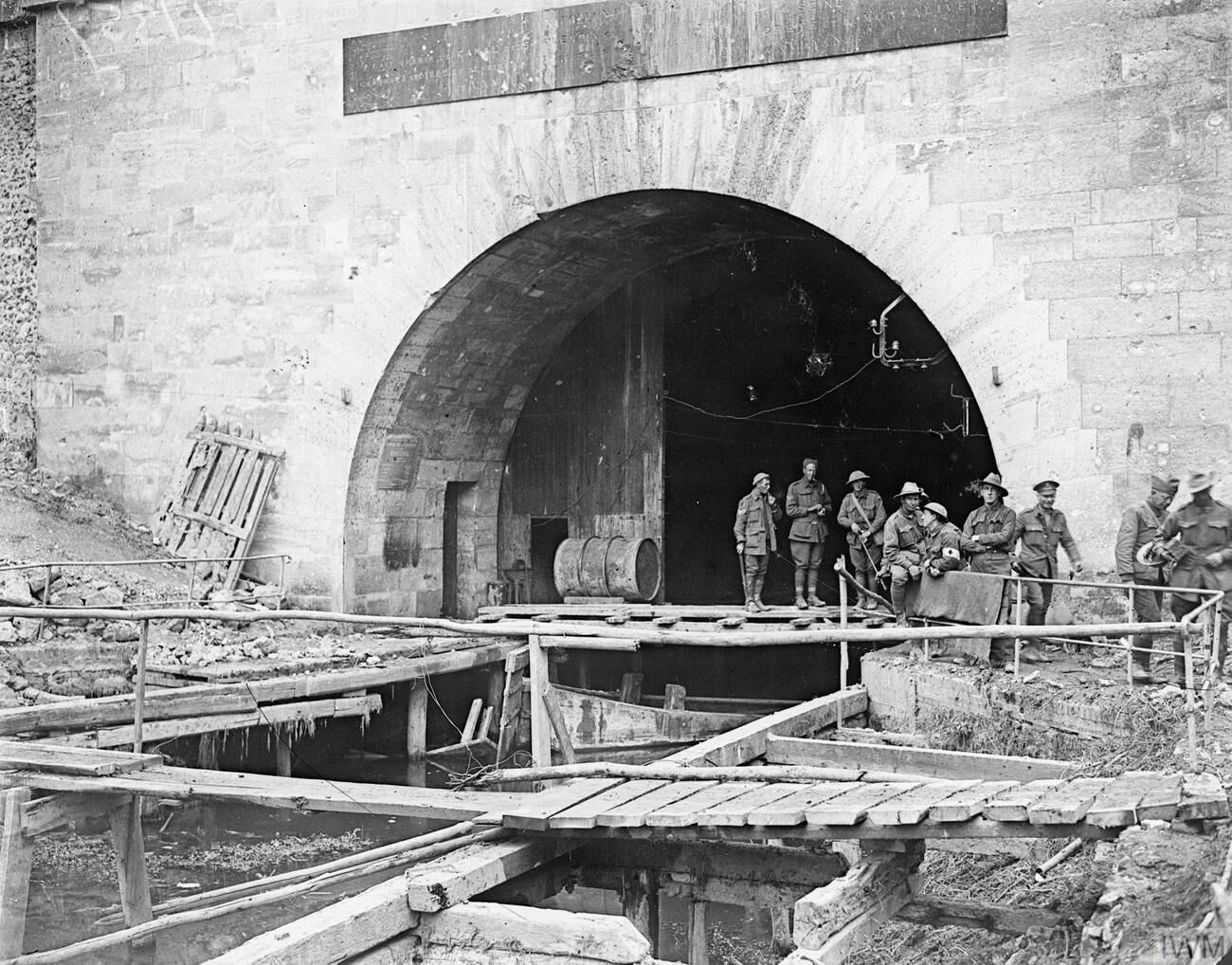
Soldados de la 30.ª División de infantería estadounidense y la 15.ª Brigada australiana (5.ª División australiana) en la entrada sur del túnel de Bellicourt en Riqueval cerca de Bellicourt. Fue capturado por la 30.ª División estadounidense el 29 de septiembre de 1918. (Fotografiado el 4 de octubre de 1918).

## Asalto del 29 de septiembre

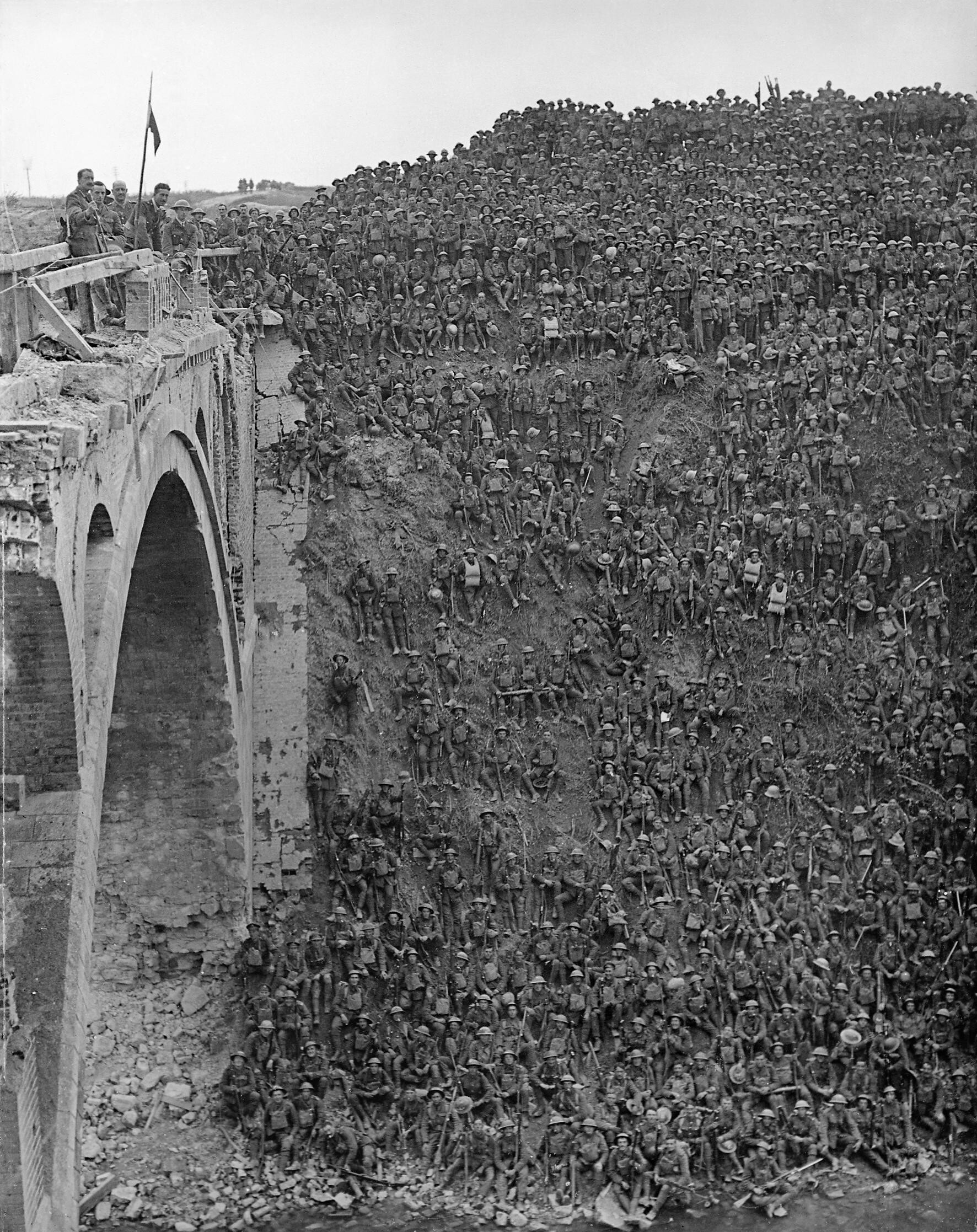
El brigadier general J V Campbell dirigiéndose a las tropas de la 137.ª Brigada (46.ª División) desde el Puente Riqueval sobre el Canal de San Quintín.

La batalla fue precedida por el mayor bombardeo de artillería británico de la guerra. Se desplegaron unos 1 600 cañones (1 044 cañones de campo y 593 cañones pesados y obuses), disparando casi un millón de proyectiles en un período de tiempo relativamente corto. En estos se incluyeron más de 30 000 proyectiles de gas mostaza (el primer uso de una versión británica de esta arma). Estos se dirigieron específicamente a la sede y grupos de baterías. Muchos de los proyectiles altamente explosivos disparados tenían fusibles especiales que los hicieron muy efectivos para destruir el alambre de púas alemán. Los británicos recibieron una gran ayuda por el hecho de que estaban en posesión de planes capturados altamente detallados de las defensas enemigas (especialmente útiles para el sector del IX Cuerpo). El plan de batalla de Monash para el 29 de septiembre preveía romper las principales defensas de la línea Hindenburg, cruzar el montículo del túnel del canal, romper la línea fortificada Le Catelet-Nauroy y llegar a la línea Beaurevoir (la línea fortificada final) como objetivo en el primer día. Monash originalmente tenía la intención de capturar la línea Beaurevoir el 29 de septiembre, pero Rawlinson eliminó este objetivo el primer día, considerándolo demasiado ambicioso.

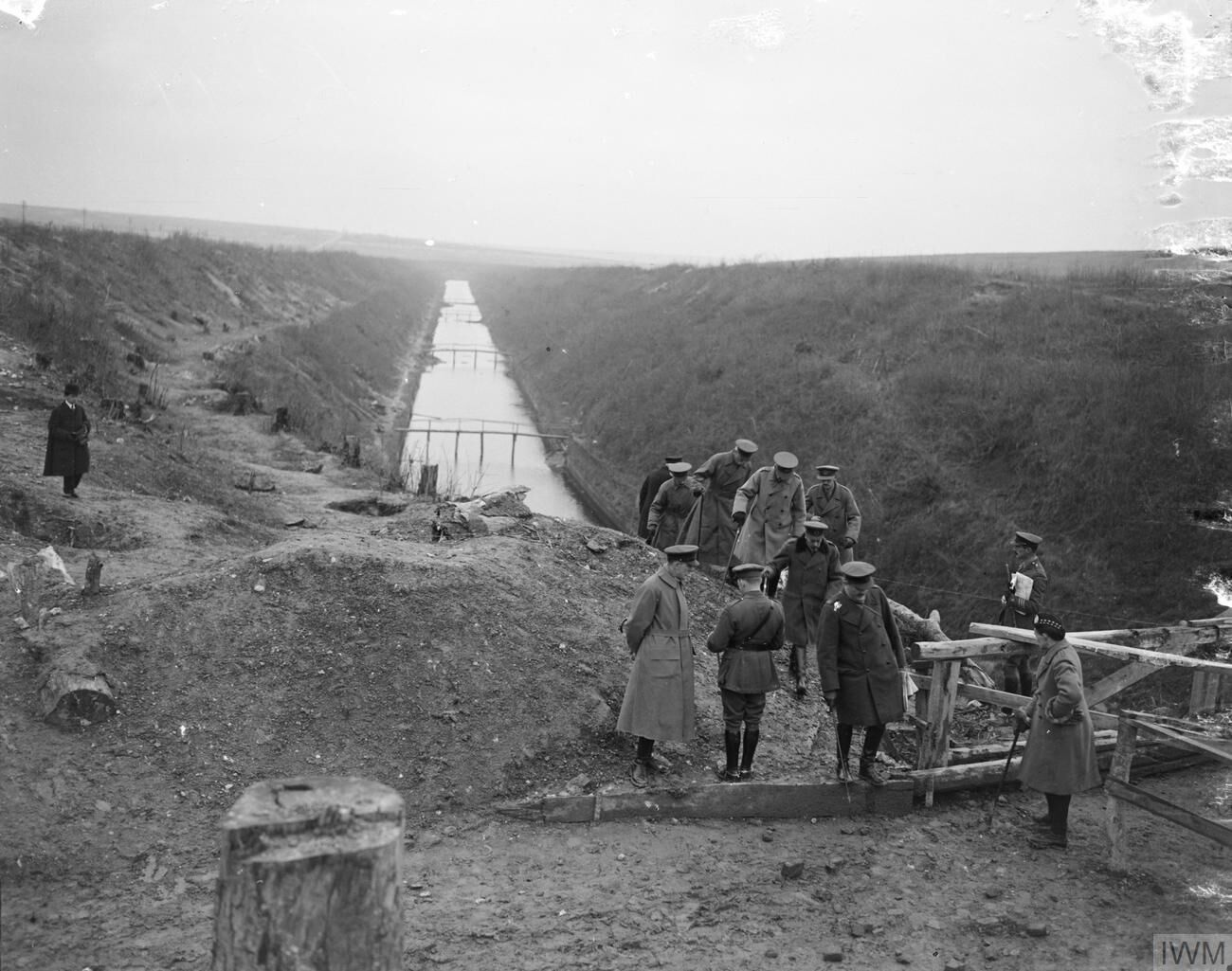
El Rey Jorge V en el Puente Riqueval, la escena de la hazaña de la 137 Brigada cuando la 46 División cruzó el Canal de San Quintín cortando el 29 de septiembre de 1918 (foto tomada el 2 de diciembre).

### Ataque en el túnel de Bellicourt
El 29 de septiembre, las dos divisiones estadounidenses atacaron, seguidas de las dos divisiones australianas, con aproximadamente 150 tanques de las Brigadas de Tanques 4.º y 5.º del Cuerpo de Tanques Británicos (incluido el recién formado 301.º Batallón de Tanques Pesados estadounidense, que estaba equipado con tanques británicos) en apoyo de las cuatro divisiones. El objetivo de los estadounidenses era la línea Le Catelet-Nauroy, una línea defensiva al este del canal. Aquí, la 3.ª División australiana (detrás de la 27.ª estadounidense) y la 5.ª División (detrás de la 30.ª de los Estados Unidos) tenían la intención de "saltar" a través de las fuerzas estadounidenses y seguir hacia la línea Beaurevoir. La 2.ª División australiana estaba en reserva.
A la izquierda del frente, donde la 27.ª División estadounidense comenzó en desventaja, ninguno de los objetivos se cumplió el primer día y los norteamericanos sufrieron graves pérdidas. El 107.º Regimiento de Infantería sufrió las peores víctimas sufridas en un solo día por cualquier regimiento estadounidense durante la guerra. En lugar de saltar a través de los estadounidenses, la 3.ª División australiana se involucró en una lucha desesperada por posiciones que ya deberían haber sido capturadas si el plan de Monash se hubiera cumplido con el cronograma. A pesar de algunos actos individuales de heroísmo, la falta de progreso en la izquierda del frente también tuvo un efecto adverso en el progreso de la derecha del frente. A medida que la 30.ª División estadounidense y luego la 5.ª División australiana avanzaban mientras que las unidades a su izquierda no lo hacían, tuvieron que lidiar con el fuego alemán desde el costado y la parte trasera, así como desde el frente. Una dificultad adicional fue la espesa niebla a través del campo de batalla en las primeras etapas del ataque que llevó a las tropas estadounidenses a pasar por alemanes sin darse cuenta de que estaban allí, con los alemanes causando graves problemas a los estadounidenses después de la ola de asalto. La niebla también causó problemas para la cooperación de infantería/tanque. La 30.ª División de infantería rompió la línea Hindenburg en la niebla el 29 de septiembre de 1918, ingresó a Bellicourt, capturó la entrada sur del túnel de Bellicourt y llegó a la aldea de Nauroy, pero las tropas solo lograron retener parte de Nauroy.
Los australianos que avanzaban se encontraron con grandes grupos de estadounidenses desorientados y sin líderes. Bean escribió: "A las 10 en punto, el plan de Monash se había desvanecido... Desde esa hora en adelante... la ofensiva fue realmente dirigida por el batallón australiano o los comandantes de la compañía en el frente". La 30.ª División ganó el elogio del general Pershing, quien escribió: "...a la 30.ª División le fue especialmente bien. Atravesó la línea Hindenburg en todo su frente y tomó Bellicourt y parte de Nauroy al mediodía del 29". Desde entonces ha habido un debate considerable sobre la medida en que las fuerzas estadounidenses tuvieron éxito. Monash escribió: "...en esta batalla demostraron su inexperiencia en la guerra y su ignorancia de algunos de los métodos elementales de lucha empleados en el frente francés. Por estas deficiencias pagaron un alto precio. Sin embargo, sus sacrificios contribuyeron definitivamente para el éxito parcial de las operaciones del día". El objetivo del II Cuerpo de Estados Unidos, la línea Catelet-Nauroy, no fue capturado por los estadounidenses. Durante la batalla, Monash estaba furioso por el desempeño de las divisiones estadounidenses. A finales del 29 de septiembre, Rawlinson escribió: "Los estadounidenses parecen estar en un estado de confusión desesperada y, me temo, no podrán funcionar como un cuerpo, así que estoy considerando reemplazarlos... Me temo que sus bajas han sido pesadas, pero es su propia culpa".
Mientras tanto, a la derecha del frente del túnel Bellicourt, el 32.° Batallón australiano bajo el mando del Mayor Blair Wark estableció contacto con el 1.°/4.° Batallón, Regimiento Leicestershire, de la 46.ª División, que había cruzado el canal y ahora estaba presente en vigor al este de la línea Hindenburg.
En esta etapa de la guerra, el Cuerpo de Tanques había sufrido mucho y había menos tanques disponibles para la batalla que los desplegados en la Batalla de Amiens en agosto. Ocho tanques fueron destruidos cuando se desviaron hacia un antiguo campo de minas británico, pero el ataque del 29 de septiembre también puso de relieve la alta vulnerabilidad de los tanques a las fuertes medidas antitanques alemanas. En un caso, cuatro tanques pesados y cinco tanques medianos fueron destruidos en el espacio de 15 minutos por cañones de campaña alemanes en el mismo lugar. Esto fue durante el intento de someter el fuego de ametralladoras severas provenientes de la línea Le Catelet-Nauroy en la vecindad de Cabaret Wood Farm (un fuerte de tanques) y mostró el peligro que representan las armas de campaña alemanas para tanques que operan sin apoyo cercano de infantería (porque la tripulación tenía una visibilidad muy limitada y, a menudo, no podía ver una amenaza que podían ver los que estaban fuera del tanque). Los tanques podían proteger a la infantería, pero también necesitaban la estrecha cooperación de la infantería para alertarlos sobre el peligro de las armas de campo ocultas. En el caso de este ataque, el fuego de las ametralladoras fue tan severo que se ordenó a la infantería que se retirara, dejando a los tanques muy adelantados y presa de las armas de campaña alemanas.

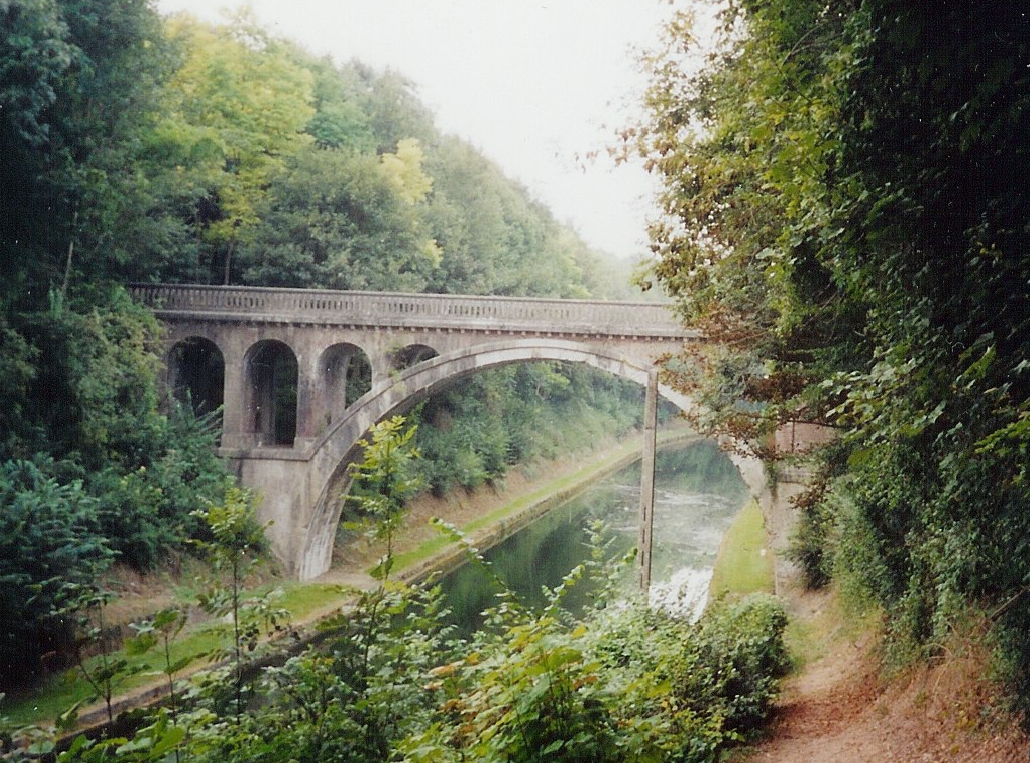
Puente Riqueval en 2003. Los bancos del canal están mucho más cubiertos que cuando el puente fue capturado durante la batalla.

### Ataque a través del corte del canal
El ataque a través del corte del canal, también conocido como la Batalla de Bellenglise, vio a los IX Corps (comandado por Braithwaite), a la derecha de las divisiones estadounidense y australiana, lanzar su asalto entre Riqueval y Bellenglise. El asalto fue encabezado por la 46.ª División británica bajo el mando del mayor general Gerald Boyd. En este sector, el Canal de San Quintín formó una inmensa "zanja" antitanque ya preparada y el principal sistema de trincheras de la línea Hindenburg se encontraba en el lado este (alemán) del canal. El IX Corps fue apoyado por tanques de la 3.ª Brigada de tanques, que tuvieron que cruzar el túnel Bellicourt en el sector estadounidense de la 30.ª División y luego moverse hacia el sur a lo largo de la orilla este del canal. El IX Corps tuvo que cruzar el formidable corte del canal (que aumentó en profundidad a medida que se acercaba a Riqueval hasta que sus orillas muy empinadas, fuertemente defendidas por posiciones fortificadas de ametralladoras, tenían más de 15 m de profundidad en algunos lugares), y luego se abrieron paso a través de las trincheras de la línea Hindenburg. El objetivo final de la 46.ª División para el 29 de septiembre era una línea de terreno elevado más allá de las aldeas de Lehaucourt y Magny-la-Fosse. La 32.ª División británica, siguiendo detrás, saltaría sobre la 46.ª División. Después de un devastador bombardeo de artillería (que fue el más pesado en este sector), y en la espesa niebla y humo, la 46.ª División se abrió paso a través de las trincheras alemanas al oeste del canal y luego cruzó el canal. La 137.ª Brigada (Staffordshire) encabezó el ataque.

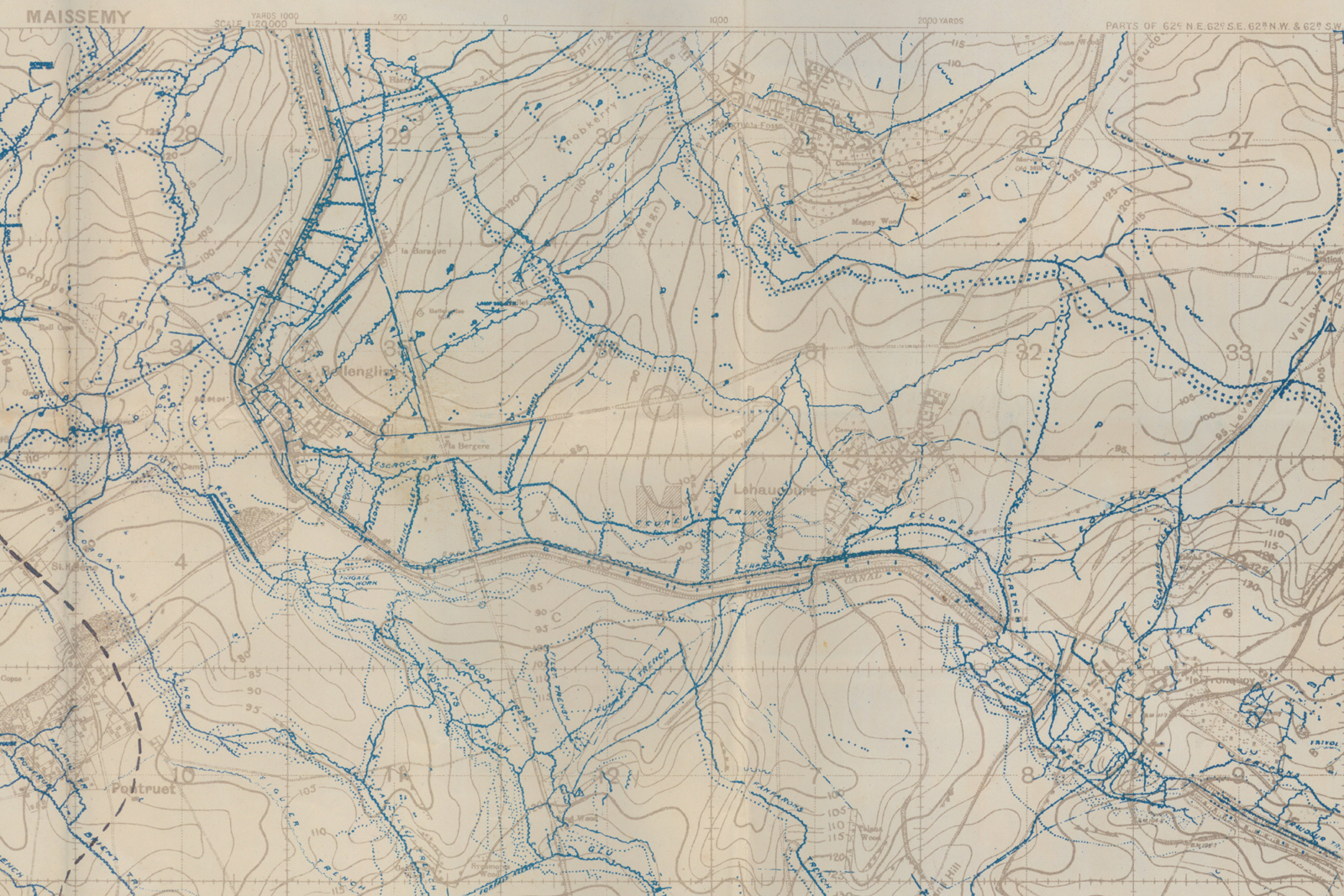
Parte del sector del IX Cuerpo Británico, que muestra el Canal de San Quintín y los pueblos de Bellenglise, Magny-la-Fosse, Lehaucourt, Le Tronquoy y Pontruet. La 32.ª División, que había cruzado el canal, se unió a la 1.ª División (atacando desde el lado aliado) sobre el túnel del canal Le Tronquoy.

La ferocidad del aluvión de artillería contribuyó en gran medida al éxito del asalto, manteniendo a los alemanes atrapados en sus refugios. Los soldados utilizaron una variedad de ayudas de flotación diseñadas por los Royal Engineers (incluidos muelles flotantes improvisados y 3 000 cinturones salvavidas de vapores cruzados) para cruzar el agua. Se usaron escaleras para escalar la pared de ladrillo que recubre el canal. Algunos hombres del 1.º/6.º Batallón, el Regimiento de North Staffordshire, dirigido por el Capitán A. H. Charlton, lograron apoderarse del puente Riqueval aún intacto sobre el canal antes de que los alemanes tuvieran la oportunidad de disparar sus cargas explosivas. La 46.ª División capturó el pueblo de Bellenglise, incluido su gran túnel/refugio de tropas (que había sido construido como parte de las defensas de la línea Hindenburg). Al final del día, la 46.ª División había tomado 4 200 prisioneros alemanes (de un total para el ejército de 5 100) y 70 armas.
El asalto a través del canal cumplió con todos sus objetivos, a tiempo, a un costo de algo menos de 800 bajas para la división. El gran éxito del día había llegado donde muchos menos lo esperaban. El asalto de la 46.ª División fue considerado como una de las hazañas de armas más destacadas de la guerra. Bean describió el ataque como una "tarea extraordinariamente difícil" y "un logro maravilloso" en su historia oficial de guerra australiana. Monash escribió que fue "un éxito sorprendente... [que] me ayudó materialmente en la situación en la que me colocaron más tarde el mismo día".
Más tarde en el día, las principales brigadas de la 32.ª División (incluido el Teniente Wilfred Owen del Regimiento de Manchester) cruzaron el canal y avanzaron a través de la 46.ª División. Toda la 32.ª División estaba al este del canal al anochecer. A la derecha del frente en el sector IX Corps, la 1.ª División, que operaba al oeste del canal, tenía la tarea de proteger el flanco derecho de la 46.ª División despejando a los alemanes del suelo al este y al noreste de Pontruet. Se encontró con una feroz resistencia alemana y un fuerte fuego de enfilada desde el sur. En la noche del 29 de septiembre, se emitieron órdenes para que el IX Corps tomara las defensas del túnel Le Tronquoy para permitir el paso del XV Cuerpo francés sobre el túnel del canal. Al día siguiente, la 1.ª División avanzó bajo un aluvión y, a primera hora de la tarde, la 3.ª Brigada de la división se unió en la cumbre del túnel con la 14.ª Brigada de la 32.ª División, que había luchado desde el lado alemán del canal.

## Consecuencias
El 2 de octubre, las divisiones británica 46.ª y 32.ª, apoyadas por la 2.ª División australiana, planearon capturar la línea Beaurevoir (la tercera línea de defensas de la línea Hindenburg), el pueblo de Beaurevoir y las alturas con vistas a la línea Beaurevoir. Si bien el ataque logró ampliar la brecha en la línea Beaurevoir, no pudo tomar el terreno más alto más adelante. Sin embargo, para el 2 de octubre, el ataque había resultado en una brecha de 17 km en la línea Hindenburg.
Los continuos ataques del 3 al 10 de octubre (incluidos los de la 2.ª División australiana que capturó Montbrehain el 5 de octubre y la 25.ª División británica que capturó la aldea de Beaurevoir el 5/6 de octubre) lograron despejar las aldeas fortificadas detrás de la línea Beaurevoir y capturar las colinas con vistas a la línea Beaurevoir, lo que resulta en una ruptura total en la línea Hindenburg. Posteriormente, el Cuerpo de Australia fue retirado de la línea después de los combates el 5 de octubre, para descansar y reorganizarse. No volverían al frente antes del Armisticio el 11 de noviembre.

### Cementerios y memoriales

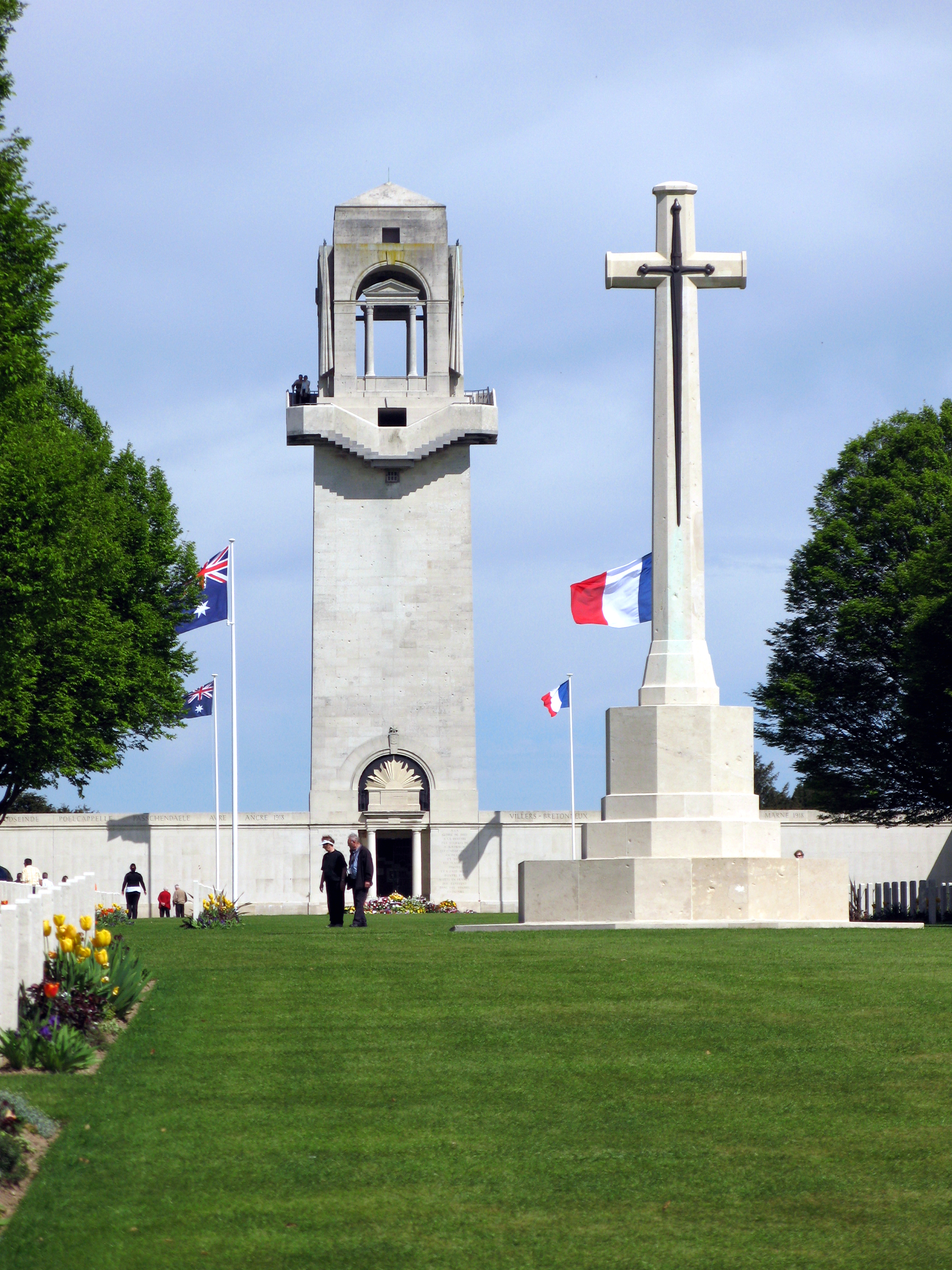
Monumento Nacional Australiano en Villers-Bretonneux.

Los soldados estadounidenses muertos en la batalla fueron enterrados en el Cementerio Estadounidense de Somme cerca de Bony, donde también se conmemora a los desaparecidos. Las divisiones 27.ª y 30.ª de Estados Unidos (y esas otras unidades que sirvieron con los británicos) se conmemoran en el Monumento Bellicourt, que se encuentra directamente sobre el túnel del canal. Los muertos australianos y británicos fueron enterrados en numerosos cementerios de la Commonwealth War Graves Commission (Comisión de tumbas de guerra de la Commonwealth) repartidos por la zona, incluido el Cementerio Británico de Bellicourt; Unicorn Cemetery, Vendhuile y La Baraque British Cemetery, Bellenglise (británicos muertos solamente). Los soldados australianos sin sepultura conocida se conmemoran en el Monumento Nacional Australiano Villers-Bretonneux y los soldados británicos desaparecidos muertos en la batalla se conmemoran en el Monumento Vis-en-Artois.

### Websites
- «Bellicourt British Cemetery». CWGC. Consultado el 29 de septiembre de 2017.
- «La Baraque British Cemetery». CWGC. Consultado el 29 de septiembre de 2017.
- «St Quentin Canal». Australian War Memorial. Archivado desde el original el 29 de septiembre de 2017. Consultado el 29 de septiembre de 2017.
- «Unicorn Cemetery, Vendhuile». CWGC. Consultado el 29 de septiembre de 2017.
- «Villers-Bretonneux Memorial». CWGC. Consultado el 29 de septiembre de 2017.
- «Vis-en-Artois Memorial». CWGC. Consultado el 29 de septiembre de 2017.